# Sunset Falls
Sunset Falls ist der letzte von drei Wasserfällen am South Fork Skykomish River. Er befindet sich in der Nähe von Index im Snohomish County im US-Bundesstaat Washington. Bei einem Höhenunterschied vom 104 ft (31,7 m) beträgt seine Lauflänge 275 ft (83,8 m) innerhalb einer langen engen energiereichen Rinne. Man schreibt dem Fluss Geschwindigkeiten von 60 mi (97 km) pro Stunde zu. Bei Hochwasser kann das Wasser aufgrund mehrerer Gumpen bis zu 30 ft (9 m) hoch schießen.

## Zugang
Gegenwärtig existiert für die Öffentlichkeit kein Zugang zu den Sunset Falls.

## Verlauf der Sunset Falls
Am 30. Mai 1926 fuhr der Draufgänger und Stuntman Al Faussett den Wasserfall in einem Kanu hinunter, beobachtet von hunderten Zuschauern auf den Felsen beidseits der Fälle. Er klagte nur kurz über innere Schmerzen. Später wiederholte er die Aktion an den Eagle Falls wie auch an vielen anderen Wasserfällen in Oregon und Idaho.
Mehrere örtliche Kajak-Fahrer, höchst bemerkenswert unter ihnen Rob McKibbin und Sam Grafton, haben die Sunset Falls erfolgreich befahren. Der Wasserfall wird aufgrund seiner unvermeidbaren und potenziell tödlichen Gefahren in die Klasse VI für Wildwasser eingestuft.